# Klič
Klič är ett berg i Tjeckien.   Det ligger i regionen Liberec, i den norra delen av landet, 80 km norr om huvudstaden Prag. Toppen på Klič är 759 meter över havet, eller 256 meter över den omgivande terrängen. Bredden vid basen är 12,4 km.
Terrängen runt Klič är kuperad åt nordväst, men åt sydost är den platt.Runt Klič är det ganska tätbefolkat, med 75 invånare per kvadratkilometer. Närmaste större samhälle är Česká Lípa, 11,7 km söder om Klič. I omgivningarna runt Klič växer i huvudsak blandskog.